# ジョン・ウォード (初代ダドリー＝ウォード子爵)
初代ダドリー＝ウォード子爵ジョン・ウォード（英語: John Ward, 1st Viscount Dudley and Ward、1704年3月6日 – 1774年5月6日）は、イギリスの貴族、政治家。トーリー党所属。

## 生涯
ウィリアム・ウォード（初代ウォード男爵ハンブル・ウォードの孫）とメアリー・グレイ（Mary Grey、ジョン・グレイの娘）の長男として、1704年3月6日に生まれた。1722年春、ケンブリッジ大学キングス・カレッジに入学した。
1727年イギリス総選挙でトーリー党の候補としてニューカッスル＝アンダー＝ライン選挙区から出馬して当選、議会で常に野党の一員として投票したが、1734年イギリス総選挙で落選して議席を失った。1747年イギリス総選挙では初代ゴア伯爵ジョン・ルーソン＝ゴアの派閥への反対運動に参加した。
1740年5月21日、親族の第10代ダドリー男爵および第5代ウォード男爵ウィリアム・ウォードが死去すると、ウォード男爵の爵位を継承した。
フリーメイソンの一員として、1742年よりイングランド首位グランドロッジのグランドマスターを務めた。
1763年4月21日、ウスターシャーにおけるダドリー＝ダドリーのウォード子爵（Viscount Dudley and Ward of Dudley）に叙された。
1774年5月6日に死去、ヒムリーで埋葬された。息子ジョンが爵位を継承した。

## 家族
1723年12月26日、アンナ・マリア・バウチャー（Anna Maria Bourchier、1725年12月12日没、チャールズ・バウチャーの娘）と結婚、1男をもうけた。
- ジョン（1725年 – 1788年） - 第2代ダドリー＝ウォード子爵

1745年1月1日、メアリー・カーヴァー（Mary Carver、1782年5月31日没、ジョン・カーヴァーの娘）と再婚、2男をもうけた。
- ハンブル（1747年3月11日 – ?） - 夭折
- ウィリアム（1750年 – 1823年） - 第3代ダドリー＝ウォード子爵